# Peterson Ceus
Pour les articles homonymes, voir Ceus.
Peterson Ceus, né le 13 novembre 1998 à Paris, est un gymnaste français qui pratique la gymnastique rythmique et milite pour que cette discipline soit ouverte aux hommes. Il crée en 2018 l’Association de défense de l’égalité hommes-femmes en gymnastique rythmique (GR-ADE).   

## Biographie
Sa mère est d’origine haïtienne et élève seule ses trois fils à Cergy-Saint-Christophe, dans le Val-d’Oise. Peterson essaye plusieurs sports dont la danse et le cirque avant de commencer à pratiquer ce « sport de fille » à l'âge de 11 ans, sous la tutelle d'Olivia de Ponte et Mauricio Léon[réf. nécessaire]. Les portes du pôle espoir lui étant fermées, il ne peut bénéficier d’un encadrement financier ou d’horaires aménagés à l’école, et fait des aller-retour entre Cergy-Saint-Christophe et Antony pour suivre ses entraînements après l’école.  
Il obtient une médaille d'or en 2013 au tournoi international d’Aubagne (une compétition non officielle), ainsi que plusieurs titres nationaux au sein de la FSGT et l'UFOLEP[réf. nécessaire]. En 2019, il obtient une médaille d'or au tournoi international Amsterdammasters (compétition non officielle) dans la catégorie masculine[réf. nécessaire], avant’ de devenir, en 2020, champion d’Espagne (le seul pays à organiser une compétition masculine).
En 2016, il obtient un baccalauréat littéraire au lycée Galilée.   
En 2018, il adresse une première lettre à la Fédération française de gymnastique et crée l'Association de défense de l'égalité hommes-femmes en gymnastique rythmique,,. Le 29 octobre 2021, le Conseil d’Etat, pourtant favorable à la mixité dans le football, déboute sa demande via l’Association de défense de l’égalité hommes-femmes en gymnastique rythmique, en refusant de reconnaître comme illégal le règlement de la Fédération française de gymnastique (FFGym) qui interdit aux 385 licenciés français masculins (ils étaient 50 en 2017) de concourir au niveau élite,.
En 2022, son parcours est mis à l’honneur dans le clip du titre Premier Incendie du groupe Magenta.
En décembre 2024 aux éditions Norma en Espagne et en mai 2025 chez Vega en France, il publie en collaboration avec Carlos Moreno le premier tome de son manga autobiographique Céüs ! .